# Cartigliano
Cartigliano ist eine nordostitalienische Gemeinde (comune) mit 3665 Einwohnern (Stand 31. Dezember 2023) in der Provinz Vicenza in Venetien. Die Gemeinde liegt etwa 21,5 Kilometer nordöstlich von Vicenza an der Brenta.

## Geschichte
Der Name der Gemeinde soll sich vom fundus Cartilianus ableiten. 589 wird die Gemeinde erstmals, wenn auch nicht unter ihrem Namen, erwähnt. Aus der Schlacht mit den Ungarn 899 gibt es noch heute den einstigen Tumulus mit den Gräbern zu sehen.

## Gemeindepartnerschaft
Cartigliano unterhält seit 1994 eine Gemeindepartnerschaft mit der ungarischen Gemeinde Kimle im Komitat Győr-Moson-Sopron.